# Young Artist Awards 2008
Die Young Artist Awards 2008 wurden von der Young Artist Foundation, einer 1979 gegründeten Non-Profit-Organisation, am 30. März 2008 im Sportsmen’s Lodge, einem Hotel in Studio City, Los Angeles, vergeben. Es ist die 29. Verleihung der Awards seit der ersten Verleihung im Jahre 1979. Die Auszeichnung wurde in insgesamt 35 Kategorien für herausragende Leistungen von jungen Schauspielern und Schauspielerinnen in den Bereichen Film, Fernsehen und Theater verliehen.

## Preisträger und Nominierte im Bereich Film

### Bester Hauptdarsteller in einem Spielfilm
- Josh Hutcherson – Brücke nach Terabithia (Bridge to Terabithia)
  - Alex Etel – Mein Freund, der Wasserdrache (The Water Horse: Legend of the Deep)
  - Miles Heizer – Aufbruch in ein neues Leben (Rails & Ties)
  - Freddie Highmore – Der Klang des Herzens (August Rush)
  - Jacob Kogan – Joshua – Der Erstgeborene (Joshua)
  - Logan Lerman – Todeszug nach Yuma (3:10 to Yuma)
  - Zach Mills – Mr. Magoriums Wunderladen (Mr. Magorium’s Wonder Emporium)
  - Alex Neuberger – Underdog – Unbesiegt weil er fliegt (Underdog)
  - Chris O’Neil – Mimzy – Meine Freundin aus der Zukunft (The Last Mimzy)
  - Alejandro Polanco – Chop Shop

### Beste Hauptdarstellerin in einem Spielfilm
- AnnaSophia Robb – Brücke nach Terabithia (Bridge to Terabithia)
  - Gracie Bednarczyk – Die Zeit ohne Grace (Grace Is Gone)
  - Abigail Breslin – Rezept zum Verlieben (No Reservations)
  - Isamar Gonzales – Chop Shop
  - Kay Panabaker – Moondance Alexander
  - Dakota Blue Richards – Der Goldene Kompass (The Golden Compass)
  - Emma Roberts – Nancy Drew, Girl Detective (Nancy Drew)
  - Saoirse Ronan – Abbitte (Atonement)

### Bester Nebendarsteller in einem Spielfilm (Fantasy oder Drama)
- Leon G. Thomas III – Der Klang des Herzens (August Rush)
  - Alex Ferris – Unsichtbar – Zwischen zwei Welten (The Invisible)
  - Dillon Freasier – There Will Be Blood
  - Soren Fulton – South of Pico
  - Jordan Garrett – Death Sentence – Todesurteil (Death Sentence)
  - Devon Gearhart – Canvas
  - Bailey Hughes – Good Time Max
  - Denzel Whitaker – The Great Debaters

### Bester Nebendarsteller in einem Spielfilm (Comedy oder Musical)
- Zachary Gordon – Georgias Gesetz (Georgia Rule)
  - Max Baldry – Mr. Bean macht Ferien (Mr. Bean’s Holiday)
  - Jimmy Bennett – Evan Allmächtig (Evan Almighty)
  - Dylan McLaughlin – Georgias Gesetz (Georgia Rule)
  - Graham Phillips – Evan Allmächtig (Evan Almighty)
  - Ed Sanders – Sweeney Todd – Der teuflische Barbier aus der Fleet Street (Sweeney Todd: The Demon Barber of Fleet Street)

### Beste Nebendarstellerin in einem Spielfilm
- Jasmine Jessica Anthony – Zimmer 1408 (1408)
  - Courtney Taylor Burness – Die Vorahnung (Premonition)
  - Hannah Lochner – Rexx, der Feuerwehrhund (Firehouse Dog)
  - Taylor Momsen – Underdog – Unbesiegt weil er fliegt (Underdog)
  - Jamia Simone Nash – Der Klang des Herzens (August Rush)
  - Keke Palmer – Cleaner
  - Kristen Stewart – Into the Wild

### Bester Nebendarsteller in einem Spielfilm – zehn Jahre oder jünger
- Micah Berry – Eine neue Chance (Things We Lost in the Fire)
  - Nicholas Art – Nanny Diaries (The Nanny Diaries)
  - Jackson Bond – Invasion (The Invasion)
  - Bobby Coleman – Mein Kind vom Mars (Martian Child)
  - Nathan Gamble – Der Nebel (The Mist)
  - Samuel Garland – The Reaping – Die Boten der Apokalypse (The Reaping)
  - Dakota Goyo – The Champ (Resurrecting the Champ)
  - Jeremy Karson – Mitten ins Herz – Ein Song für dich (Music & Lyrics)
  - Austin Williams – Michael Clayton

### Beste Nebendarstellerin in einem Spielfilm – zehn Jahre oder jünger
- Bailee Madison – Brücke nach Terabithia (Bridge to Terabithia)
  - Rachel Covey – Verwünscht
  - Megan McKinnon – Alien Agenda: Project Grey (Project Grey)
  - Madison Pettis – Daddy ohne Plan (The Game Plan)
  - Willow Smith – I Am Legend
  - Rhiannon Leigh Wryn – Mimzy – Meine Freundin aus der Zukunft (The Last Mimzy)

### Beste Besetzung in einem Spielfilm
- Josh Hutcherson, AnnaSophia Robb, Bailee Madison, Cameron Wakefield, Isabelle Rose Kircher, Lauren Clinton, Elliot Lawless, Carly Owen, Devon Wood, Emma Fenton und Grace Brannigan – Brücke nach Terabithia (Bridge to Terabithia)
  - Spencir Bridges, Dallin Boyce, Telise Galanis, Tad D’Agostino, Talon G. Ackerman, Taggart Hurtubise, Molly Jepson, Tyger Rawlings, Zachary Allen und Sean Patrick Flaherty – Der Kindergarten Daddy 2: Das Feriencamp (Daddy Day Camp)
  - Chris O’Neil, Rhiannon Leigh Wryn, Marc Musso, Megan McKinnon und Nicole Muñoz – Mimzy – Meine Freundin aus der Zukunft (The Last Mimzy)
  - Emma Roberts, Josh Flitter, Amy Bruckner und Kay Panabaker – Nancy Drew, Girl Detective (Nancy Drew)

### Bester internationale Spielfilm
- Mexiko – La Misma Luna
  - Kanada – Frühstück mit Scot (Breakfast with Scot)
  - Deutschland – Die Wilden Kerle 4
  - Frankreich – Der Fuchs und das Mädchen (Le Renard et l’Enfant)
  - Brasilien – Das Jahr, als meine Eltern im Urlaub waren (O Ano em que Meus Pais Saíram de Férias)

### Beste Darstellung in einem internationalen Spielfilm
- Adrian Alonso, Mexiko – La Misma Luna
  - Noah Burnett, Kanada – Frühstück mit Scot (Breakfast with Scot)
  - Louis Dussol, Schweiz – Ein Tag (1 Journée)
  - Zekeria Ebrahimi, Afghanistan – Drachenläufer (The Kite Runner)
  - Michel Joelsas, Brasilien – Das Jahr, als meine Eltern im Urlaub waren (O Ano em que Meus Pais Saíram de Férias)
  - Joel Lok, Australien – The Home Song Stories
  - Ahmad Khan Mahmidzada, Afghanistan – Drachenläufer (The Kite Runner)
  - Bertille Noël-Bruneau, Frankreich – Der Fuchs und das Mädchen (Le Renard et l’Enfant)
  - Jimi Ochsenknecht, Deutschland – Die Wilden Kerle 4
  - Armin Omerovic, Kroatien – Armin
  - Roger Príncep, Spanien – Das Waisenhaus (El orfanato)
  - Thomas Sangster, England – Die letzte Legion (The Last Legion)
  - Michelle von Treuberg, Deutschland – Die Wilden Hühner und die Liebe

### Bester Kurzfilm
- Bad
  - Bench
  - The Black Smith and the Carpenter
  - The Don of Virgil Junior High
  - Far Sighted
  - The Infamous Buddy Blade
  - The Velveteen Rabbit

### Bester Schauspieler in einem Kurzfilm
- Remy Thorne – Bad
  - Joseph Castanon – Little Wings
  - Hunter Gomez – The Blacksmith and the Carpenter
  - Dominic Scott Kay – Grampa’s Cabin
  - Kendall McCulty – Conflation
  - Benjamin B. Smith – Heart Attack
  - Connor Stanhope – The Velveteen Rabbit

### Beste Schauspielerin in einem Kurzfilm
- Mia Ford – Far Sighted
  - Taylor Lipman – The Infamous Buddy Blade
  - Kendra McCulty – Conflation
  - Diandra Newlin – Bench
  - Car’ynn Sims – The Infamous Buddy Blade

### Bester Familienfilm (Animation)
- Ratatouille
  - Bee Movie – Das Honigkomplott (Bee Movie)
  - Triff die Robinsons (Meet the Robinsons)
  - Könige der Wellen (Surf’s Up)

### Bester Familienfilm (Fantasy oder Musical)
- Brücke nach Terabithia (Bridge to Terabithia)
  - Alvin und die Chipmunks (Alvin and the Chipmunks)
  - Der Goldene Kompass (The Golden Compass)
  - Underdog – Unbesiegt weil er fliegt (Underdog)
  - Mein Freund, der Wasserdrache (The Water Horse: Legend of the Deep)

### Bester Familienfilm (Comedy oder Drama)
- Der Klang des Herzens (August Rush)
  - Evan Allmächtig (Evan Almighty)
  - Rexx, der Feuerwehrhund (Firehouse Dog)
  - Hairspray
  - Mimzy – Meine Freundin aus der Zukunft (The Last Mimzy)
  - Mein Kind vom Mars (Martian Child)
  - Nancy Drew, Girl Detective (Nancy Drew)

## Preisträger und Nominierte im Bereich Fernsehen

### Bester Familienfernsehfilm oder Special
- You’ve Got a Friend
  - High School Musical
  - Ein verhexter Sommertag (The Last Day of Summer)
  - The Naked Brothers Band: Der Film (The Naked Brothers Band: The Movie)

### Bester Hauptdarsteller in einem Fernsehfilm, Miniserie oder Special
- Chevez Ezaneh – Bury My Heart at Wounded Knee
  - Devon Bostick – The Altar Boy Gang
  - Cody Linley – R. L. Stine’s Und wieder schlägt die Geisterstunde: Das Monster, das ich rief (The Haunting Hour: Don’t Think About It)
  - Dylan McLaughlin – You’ve Got a Friend
  - Jansen Panettiere – Ein verhexter Sommertag (The Last Day of Summer)
  - Graham Phillips – Ben 10 – Wettlauf gegen die Zeit (Ben 10: Race Against Time)
  - Jimmy „Jax“ Pinchak – All I Want for Christmas
  - Devon Werkheiser – Deckname Shredderman (Shredderman Rules)

### Beste Hauptdarstellerin in einem Fernsehfilm, Miniserie oder Special
- Danielle Chuchran – Saving Sarah Cain
  - Holliston Coleman – Liebe erhellt die Nacht (Love’s Unending Legacy)
  - Jodelle Ferland – Pictures of Hollis Woods
  - Marisa Guterman – Deckname Shredderman (Shredderman Rules)
  - Regan Jewitt – Emotional Arithmetic
  - Abigail Mason – Saving Sarah Cain
  - Emily Osment – Das Monster, das ich rief (The Haunting Hour: Don’t Think About It)
  - Emanuela Szumilas – The Greatest Show Ever
  - Niamh Wilson – They Come Back

### Bester Nebendarsteller in einem Fernsehfilm, Miniserie oder Special
- Zack Shada – Jane Doe: Ties That Bind
  - Ridge Canipe – Pictures of Hollis Woods
  - Timmy Deters – Liebe wagt neue Wege (Love’s Unfolding Dream)
  - Chase Ellison – You’ve Got a Friend
  - Jon Kent Ethridge – Ein verhexter Sommertag (The Last Day of Summer)
  - Jordan Garrett – By Appointment Only
  - Tyler Patrick Jones – Ben 10 – Wettlauf gegen die Zeit (Ben 10: Race Against Time)
  - Cody Benjamin Lee – Ein verhexter Sommertag (The Last Day of Summer)
  - Braeden Lemasters – Liebe erhellt die Nacht (Love’s Unending Legacy)
  - Zach Mills – The Valley of Light
  - Jake D. Smith – Tin Man – Kampf um den Smaragd des Lichts (Tin Man)
  - Darian Weiss – Christmas Miracle at Sage Creek

### Beste Nebendarstellerin in einem Fernsehfilm, Miniserie oder Special
- Bailee Madison – Ein verhexter Sommertag (The Last Day of Summer)
  - Saige Ryan Campbell – All I want for Christmas
  - Jennette McCurdy – Ein verhexter Sommertag (The Last Day of Summer)
  - Mary Matilyn Mouser – A Stranger’s Heart
  - Haley Ramm – Ben 10 – Wettlauf gegen die Zeit (Ben 10: Race Against Time)

### Beste Familienserie
- Hannah Montana
  - Life is Wild
  - The Naked Brothers Band
  - Neds ultimativer Schulwahnsinn (Ned’s Declassified School Survival Guide)
  - Out of Jimmy’s Head
  - The Winner
  - Zoey 101

### Bester Hauptdarsteller in einer Fernsehserie
- Jamie Johnston – Degrassi: The Next Generation
  - Keir Gilchrist – The Winner
  - Noah Gray-Cabey – Heroes
  - Carter Jenkins – Viva Laughlin
  - Angus T. Jones – Two and a Half Men
  - Sean Keenan – Lockie Leonard
  - Kyle Massey – Einfach Cory (Cory In The House)
  - Devon Werkheiser – Neds ultimativer Schulwahnsinn (Ned’s Declassified School Survival Guide)
  - Tyler James Williams – Alle hassen Chris (Everybody Hates Chris)

### Beste Hauptdarstellerin in einer Fernsehserie
- Miley Cyrus – Hannah Montana
  - Rhyon Nicole Brown – Lincoln Heights
  - Miranda Cosgrove – iCarly
  - Emma Roberts – Unfabulous
  - Jamie Lynn Spears – Zoey 101

### Bester Nebendarsteller in einer Fernsehserie
- Slade Pearce – October Road
  - Dean Collins – Familienstreit de Luxe (The War at Home)
  - Jason Dolley – Einfach Cory (Cory in the House)
  - Alexander Gould – Weeds – Kleine Deals unter Nachbarn (Weeds)
  - Mitch Holleman – Reba
  - Mark Indelicato – Alles Betty! (Ugly Betty)
  - Nathan Kress – iCarly
  - Daniel Magder – Mensch, Derek! (Life with Derek)
  - Vincent Martella – Alle hassen Chris (Everybody Hates Chris)
  - Aidan Mitchell – The Riches

### Beste Nebendarstellerin in einer Fernsehserie
- Adair Tishler – Heroes
  - Taylor Atelian – Immer wieder Jim (According to Jim)
  - Malese Jow – Unfabulous
  - Tinashe Kachingwe – Out of Jimmy’s Head
  - Jennette McCurdy – iCarly
  - Mary Matilyn Mouser – Life is Wild

### Bester Schauspieler in einer Fernsehserie – zehn Jahre oder jünger
- Dylan Minnette – Saving Grace
  - Lorenzo Brino – Eine himmlische Familie (7th Heaven)
  - Nikolas Brino – Eine himmlische Familie (7th Heaven)
  - Joseph Castanon – I Hate My 30’s
  - Field Cate – Pushing Daisies
  - Khamani Griffin – All of Us
  - Trevor Gagnon – The New Adventures of Old Christine
  - Conner Rayburn – Immer wieder Jim (According to Jim)

### Bester Gastdarsteller in einer Fernsehserie
- Chandler Canterbury – Criminal Minds
  - Cameron Bright – 4400 – Die Rückkehrer (The 4400)
  - Nicholas Elia – Supernatural
  - Dylan Everett – The Dresden Files
  - Colin Ford – Journeyman – Der Zeitspringer (Journeyman)
  - Soren Fulton – Bones – Die Knochenjägerin (Bones)
  - Dominic Scott Kay – Navy CIS (NCIS)
  - Quinn Lord – Smallville
  - Justin Martin – Cold Case – Kein Opfer ist je vergessen (Cold Case)
  - Dylan Patton – Cold Case – Kein Opfer ist je vergessen (Cold Case)
  - Colby Paul – Pushing Daisies
  - Cole Petersen – CSI: Miami
  - Remy Thorne – Criminal Minds

### Beste Gastdarstellerin in einer Fernsehserie
- Jasmine Jessica Anthony – Alles Betty! (Ugly Betty)
  - Jenna Boyd – Ghost Whisperer – Stimmen aus dem Jenseits (Ghost Whisperer)
  - Darcy Rose Byrnes – Cold Case – Kein Opfer ist je vergessen (Cold Case)
  - Conchita Campbell – Supernatural
  - Bailee Madison – Dr. House (House)
  - Ashlyn Sanchez – Without a Trace – Spurlos verschwunden (Without a Trace)
  - Bella Thorne – O.C., California (The O.C.)

### Bester wiederkehrende Schauspieler in einer Fernsehserie
- Connor Price – Jung und Leidenschaftlich – Wie das Leben so spielt (As the World Turns)
  - Jake Cherry – Desperate Housewives
  - Marc Donato – Degrassi: The Next Generation
  - Caden Michael Gray – Out of Jimmy’s Head
  - Mick Hazen – Emergency Room – Die Notaufnahme (ER)
  - Dominic Janes – Bones – Die Knochenjägerin (Bones)
  - Ty Panitz – Dead Zone (The Dead Zone)
  - K’Sun Ray – Smith
  - Will Shadley – Dirty Sexy Money
  - Cainan Wiebe – Sanctuary – Wächter der Kreaturen (Sanctuary)
  - Calum Worthy – Psych

### Beste wiederkehrende Schauspielerin in einer Fernsehserie
- Erin Sanders – Zoey 101
  - Kristen Alderson – Liebe, Lüge, Leidenschaft (One Life to Live)
  - Rachel G. Fox – Desperate Housewives
  - Chloe Greenfield – Emergency Room – Die Notaufnahme (ER)
  - Danielle Hanratty – The Unit – Eine Frage der Ehre (The Unit)
  - Sammi Hanratty – Hotel Zack & Cody (The Suite Life of Zack & Cody)
  - Chloë Grace Moretz – Dirty Sexy Money
  - Ryan Newman – Hannah Montana
  - Christina Robinson – Dexter
  - Darcy Rose Byrnes – Schatten der Leidenschaft (The Young and the Restless)
  - Christian Serratos – Neds ultimativer Schulwahnsinn (Ned’s Declassified School Survival Guide)
  - Alyson Stoner – Hotel Zack & Cody (The Suite Life of Zack & Cody)
  - Keaton und Kylie Rae Tyndall – Big Love

### Herausragende Besetzung in einer Fernsehserie
- Jon Kent Ethridge, Dominic Janes, Terrence Hardy, Jr., Caden Michael Gray, Austin Rogers, Tinashe Kachingwe, Jonina Gable, Nolan Gould, Katelin Petersen und Nicole Smolen – Out of Jimmy’s Head
  - Miley Cyrus, Emily Osment, Mitchel Musso, Moisés Arias und Cody Linley – Hannah Montana
  - Alex Wolff, Nat Wolff, Allie DiMeco, Thomas Batuello, David Levi, Qaasim Middleton und Cooper Pillot – The Naked Brothers Band
  - Jordan Calloway, Bianca Collins, Dustin Ingram, Malese Jow, Mary Lou, Emma Roberts und Chelsea Tavares – Unfabulous
  - Selena Gomez, David Henrie, Jennifer Stone und Jake T. Austin – Die Zauberer vom Waverly Place (Wizards of Waverly Place)
  - Jamie Lynn Spears, Paul Butcher, Sean Flynn, Victoria Justice, Christopher Massey, Erin Sanders und Matthew Underwood – Zoey 101

### Beste Familien-Realityshow, Gameshow oder Dokumentation
- Are You Smarter Than a Fifth Grader?
  - Endurance
  - Kid Nation
  - My Life as a Child
  - Who Cares About Girls?

## Preisträger und Nominierte im Bereich Synchronisation

### Bester Synchronsprecher
- Paul Butcher – Triff die Robinsons (Meet the Robinsons)
  - Marc Donato – Die Zukunft ist wild (The Future Is Wild)
  - Jordan Fry – Triff die Robinsons (Meet the Robinsons)
  - Trevor Gagnon – Fly Me to the Moon 3D (Fly Me to the Moon)
  - Jake D. Smith – Tom and Jerry Tales

### Beste Synchronsprecherin
- Tajja Isen – Super Why!
  - Chloë Grace Moretz – Meine Freunde Tigger und Puuh (My Friends Tigger & Pooh)
  - Grace Rolek – Lou and Lou: Safety Patrol